# Siteswap

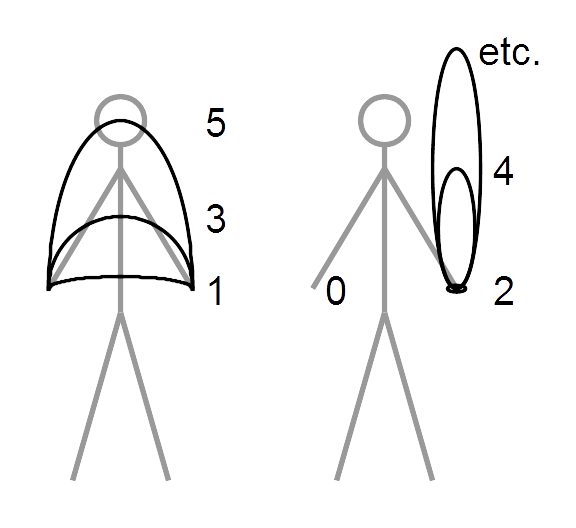
Siteswaps de acordo com a altura de lançamento

Siteswap (também chamado de Cambridge notation no Reino Unido) é uma notação numérica usada para descrever ou representar truques de malabarismo. A notação codifica o número de tempos em cada lançamento, que é relacionado a sua altura e a mão para a qual o arremesso é feito. Ela é uma inestimável ferramenta para determinar que combinações de arremessos geram truques válidos (que podem ser realizados) com um certo número de objetos. A notação não descreve os movimentos corporais tais como "por trás das costas" e "por baixo de uma perna". A notação foi desenvolvida em 1985, de forma independente por várias pessoas: Bruce "Boppo" Tiemann do Instituto de Tecnologia da Califórnia, Paul Klimek do Condado de Santa Cruz (Califórnia), e Mike Day, Colin Wright, e Adam Chalcraft de Cambridge (Inglaterra) (de onde vem o nome alternativo).
Por exemplo, uma cascata de três bolas pode ter a notação "3", enquanto o padrão shower pode ser representado por "5 1".

Na notação siteswap, cada lançamento em cascata é registrado usando o número de bolas. Assim, uma cascata de três bolas é "3".

## Programas
Existem muitos softwares livres disponíveis para a simulação de padrões de siteswap.
- Juggling Lab animator - Um animador em código aberto que foi escrito em Java e interpreta quase todas as sintaxes de siteswap. Ele também pode ser incorporado como um applet em uma página da internet.